# Jacob Folkema

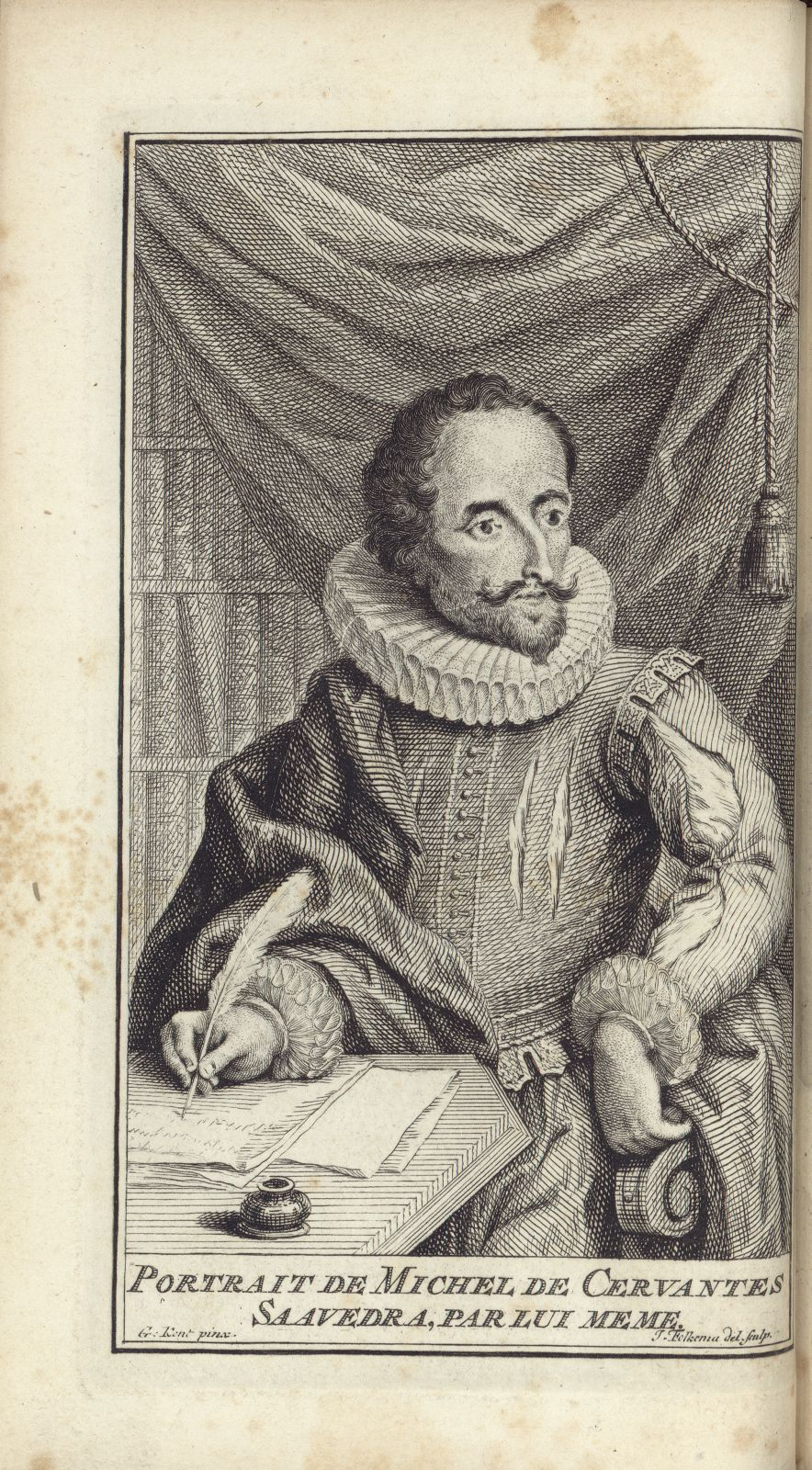
Porträtt av Michel de Cervantes Saavedra utfört av Jacob Folkema

Jacob Folkema, född 18 augusti 1692 i Dokkum, död 3 februari 1767 i Amsterdam, var en nederländsk tecknare och kopparstickare.
Han var son till guldsmeden Johannes Jacobsz Folkema och bror till Anna Folkema.
Folkema studerade först för sin far och därefter för Bernard Picart i Amsterdam. Folkema utförde på beställning en del kopparstick till Sverige bland annat en porträttet av Samuel Pufendorf efter David Klöcker Ehrenstrahl och Gustaf II Adolf efter Anthonis van Dyck och ett titelblad med allegorisk komposition för Kongl. stadgar, förordningar, privilegier och resulutioner.  